# Burg Löwenberg (Graubünden)
Die Ruine der Burg Löwenberg steht auf dem Gemeindegebiet von Schluein im schweizerischen Kanton Graubünden.

## Lage
Die spärlichen Mauerreste der ehemaligen Burg Löwenberg liegen auf 820 m ü. M. westlich oberhalb des Dorfes auf einem Felskopf und sind in wenigen Minuten zu Fuss gut erreichbar.

## Anlage
Ausser der Mauerecke eines Fundaments ist von der Anlage nichts mehr erhalten. Der Grundriss der ursprünglichen Burganlage ist nicht mehr erkennbar. Die wenigen Abbildungen aus dem 19. Jahrhundert sind widersprüchlich: Die Darstellung der Burg Löwenberg auf dem Stich von Johann Caspar Ulinger um 1755 hat mit der Darstellung Kranecks von 1830 nicht viel gemein, wogegen dessen Stich mit einer Fotografie, die kurz nach dem Brand von 1889 aufgenommen wurde, grosse Ähnlichkeit aufweist. Ob die Burg zwischen 1755 (Darstellung von Ulinger) und 1830 (Darstellung von Kraneck) vollständig umgebaut worden ist, ist unbekannt.

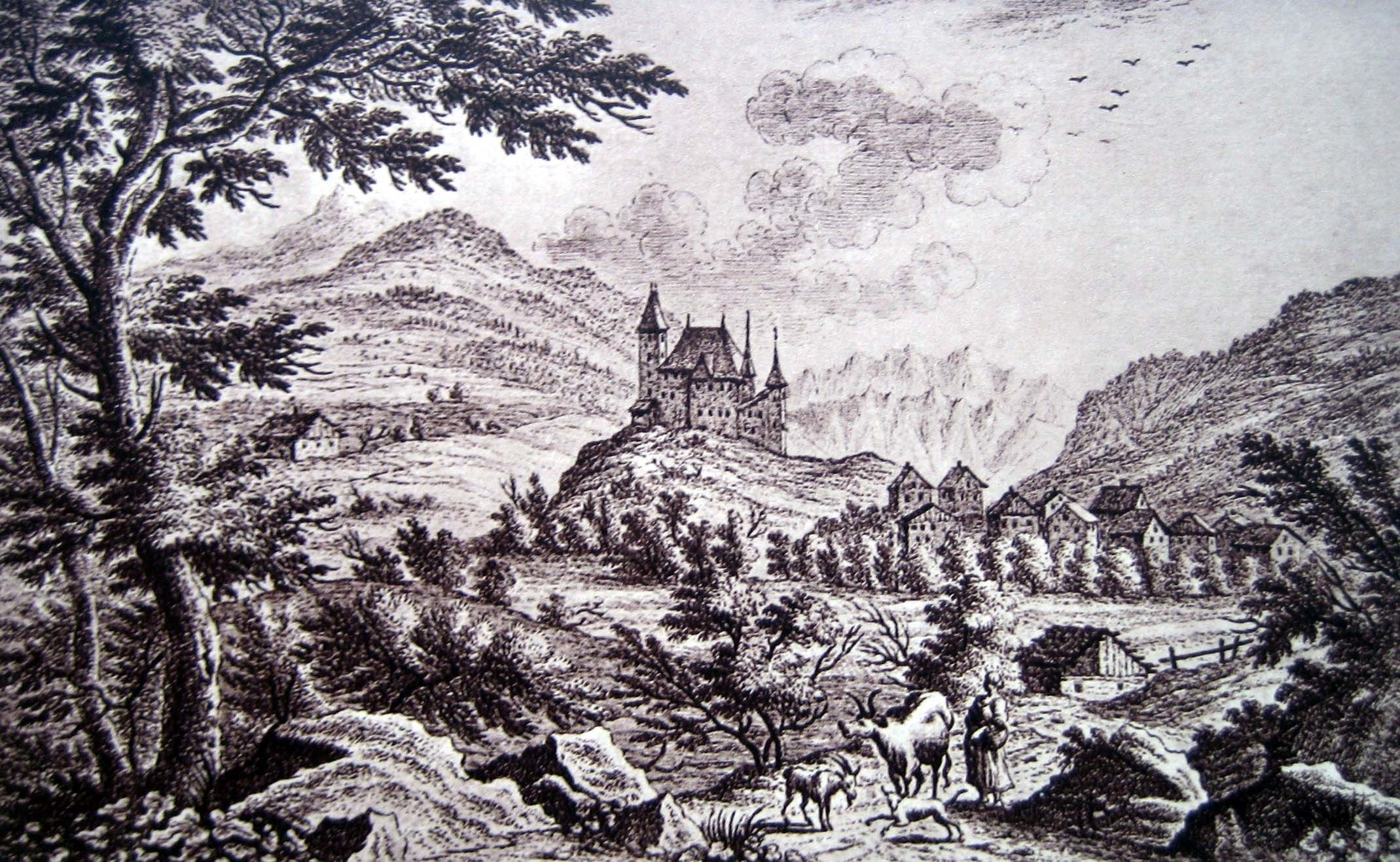
Löwenberg um 1755, Stich von Johann Caspar Ulinger
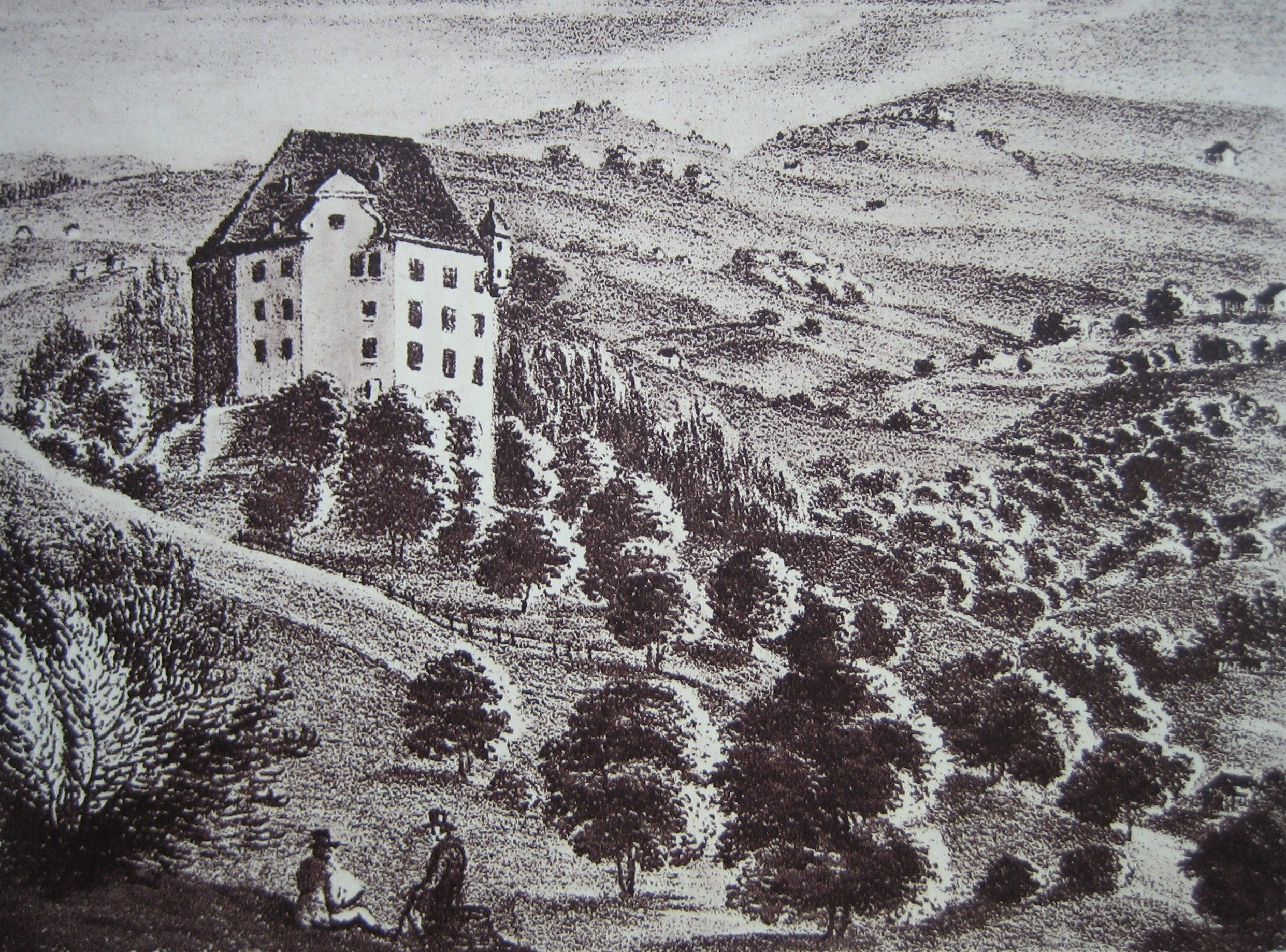
Löwenberg auf einer Zeichnung von Heinrich Kraneck, 1830
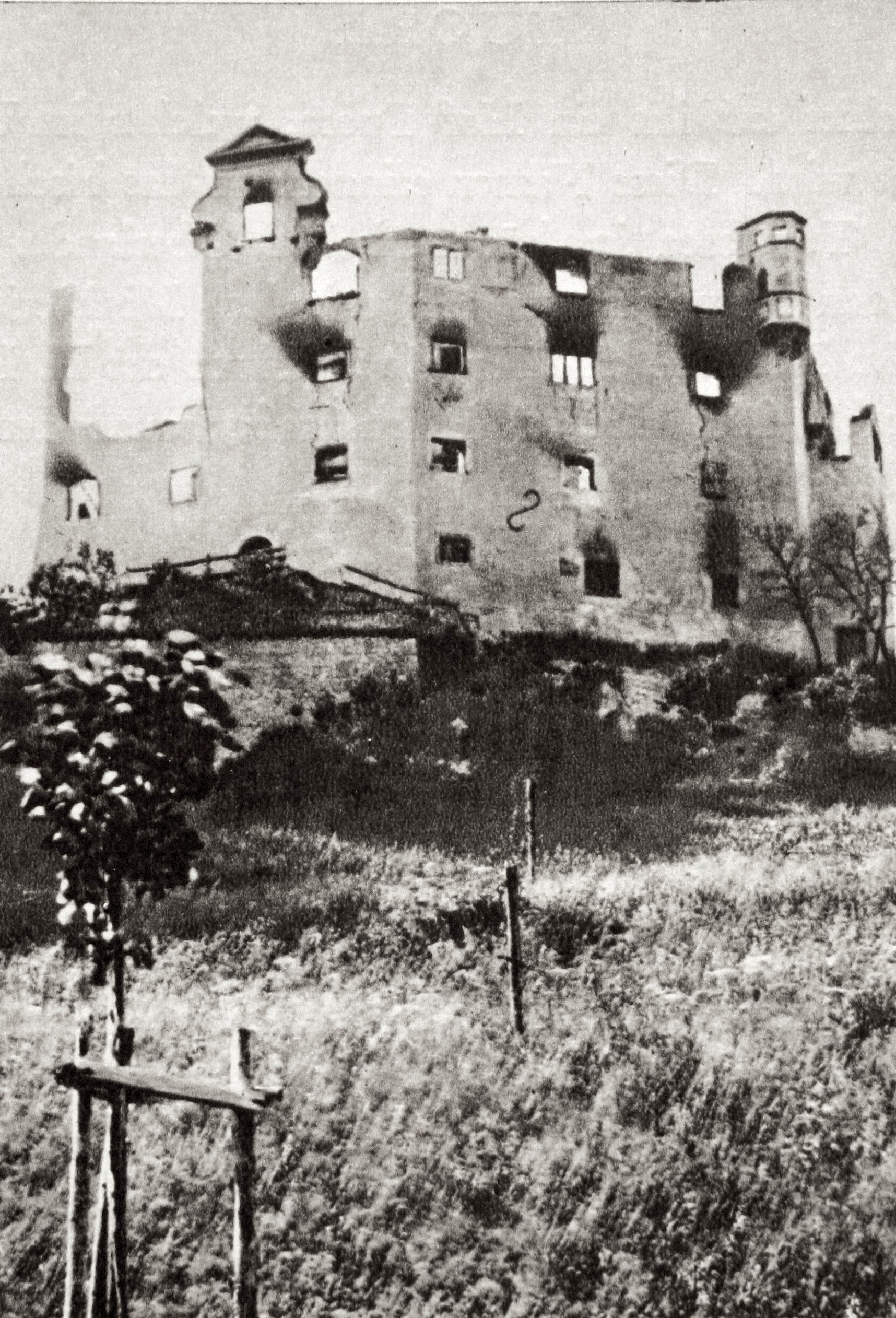
Löwenberg_Foto nach dem Brand 1889
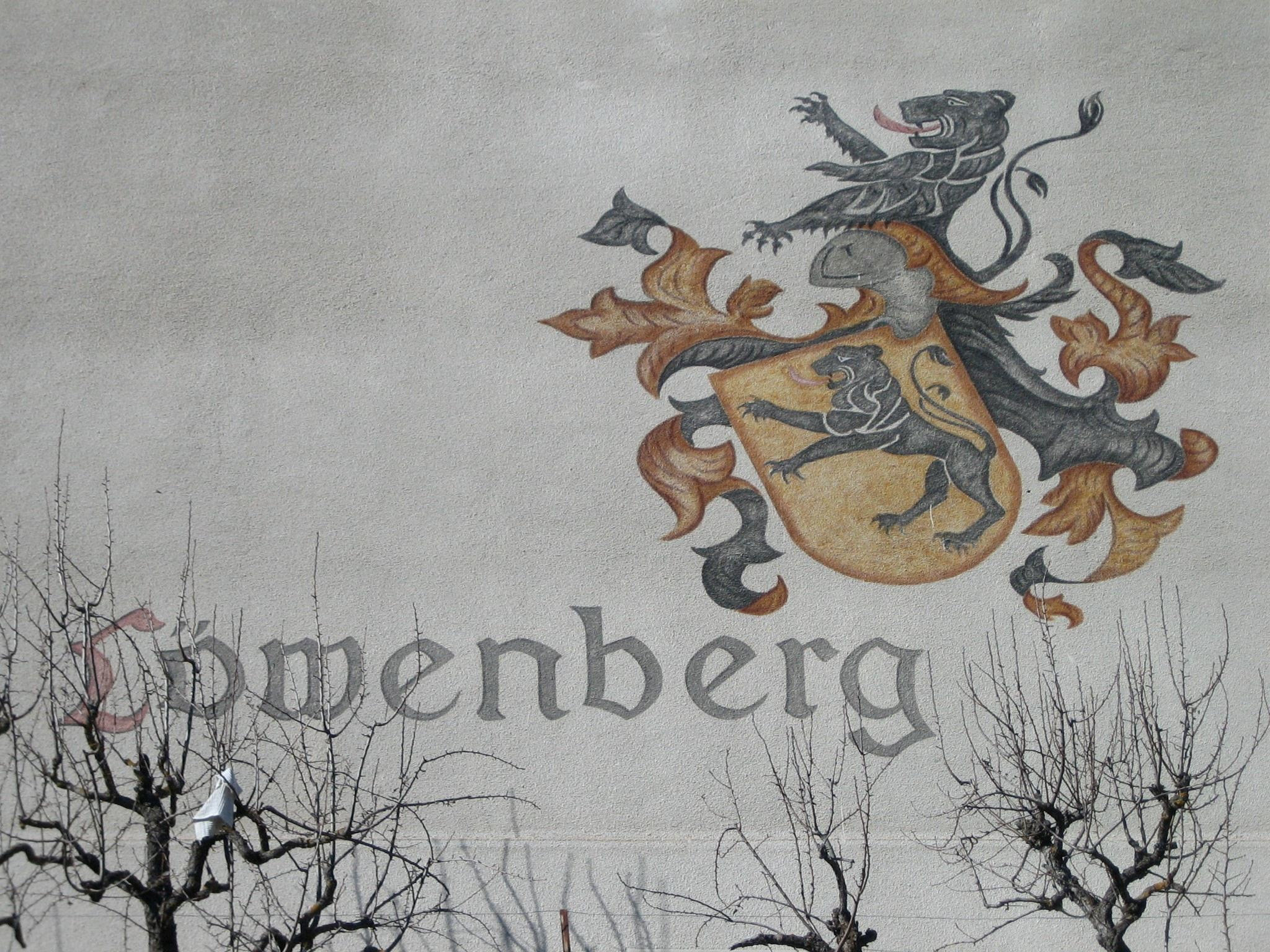
Wappen Löwenberg in Schluein am Neubau

## Geschichte
Schriftliche Unterlagen über Entstehung und Geschichte der Burg fehlen. Die Entstehungszeit ist nicht bekannt, dürfte aber ins 12. Jahrhundert zu datieren sein.
Die Burg war der Sitz der edelfreien Familie von Löwenberg; 1160 und 1257 werden je ein Walter von Löwenberg erwähnt. Die Herren von Löwenberg sind identisch mit den von Montalt. 1257 werden aufgeführt: Symon de Muntalt et Waltherus suus filius sowie Henrico de Wildemberc, Walthero de Muntalt nobilibus. Als Zeugen werden in der gleichen Angelegenheit aufgeführt:  domini Waltheri de Lewenberc, domini Henrici de Wildemberc. Vater Symon sass demnach 1257 auf Montalt, sein Sohn Walther auf Löwenberg. Die Burg Montalt und der vermutete Stammsitz der Familie Montalta stand als Wachturm unterhalb von Riein und südlich von Sevgein (bei Prad) am ehemaligen Talweg ins Lugnez und übers Güner Lückli.
Nach dem Tod Symons von Montalt um 1351 schloss Graf Rudolf von Werdenberg-Sargans ein Abkommen mit Heinrich von Rüssegg, vermutlich ein Schwiegersohn Symons über die vesti Lewenberg über dessen Inhalt jedoch nichts bekannt ist.
Nach dem Tod von Heinrich von Muntalt, dem letzten seines Geschlechts um 1378 kam die Burg nach einem Erbschaftsstreit zwischen Rüssegg und Haldenstein gegen eine Entschädigung an die Herren von Rüssegg. Elisabeth von Haldenstein, eine geborene Montalt, verkaufte gleichentags ihre Montalter Herrschaftsrechte an die Freiherren von Rhäzüns, wobei jedoch die Burg Löwenberg nicht erwähnt ist. Nach dem Verzicht der Haldensteiner gelangte die Burg 1383 an die Herren von Werdenberg-Sargans. 1383 urkundet Johann von Werdenberg-Sargans uff unserer vesti ze Lewenberg und 1395 trat er mit der Burg dem Ilanzer Bund bei, dem zukünftigen Grauen Bund.
Am 31. Juli 1428 sind die Werdenberger letztmals als Herren von Löwenberg erwähnt. 1428 verkauften sie Löwenberg an Heinrich von Lumerins, dem sie bereits verpfändet war. 1440 und 1455 werden die von Lumerins als Herren von Löwenberg genannt. Zwischen 1481 und 1589 ging die Burg an die von Mont aus Vella über und blieb in deren Besitz bis in die Mitte des 16. Jahrhunderts. 1512 war Löwenberg Pfand für die Morgengabe des Gaudenz von Mont an seine Gemahlin Barbara von Marmels.

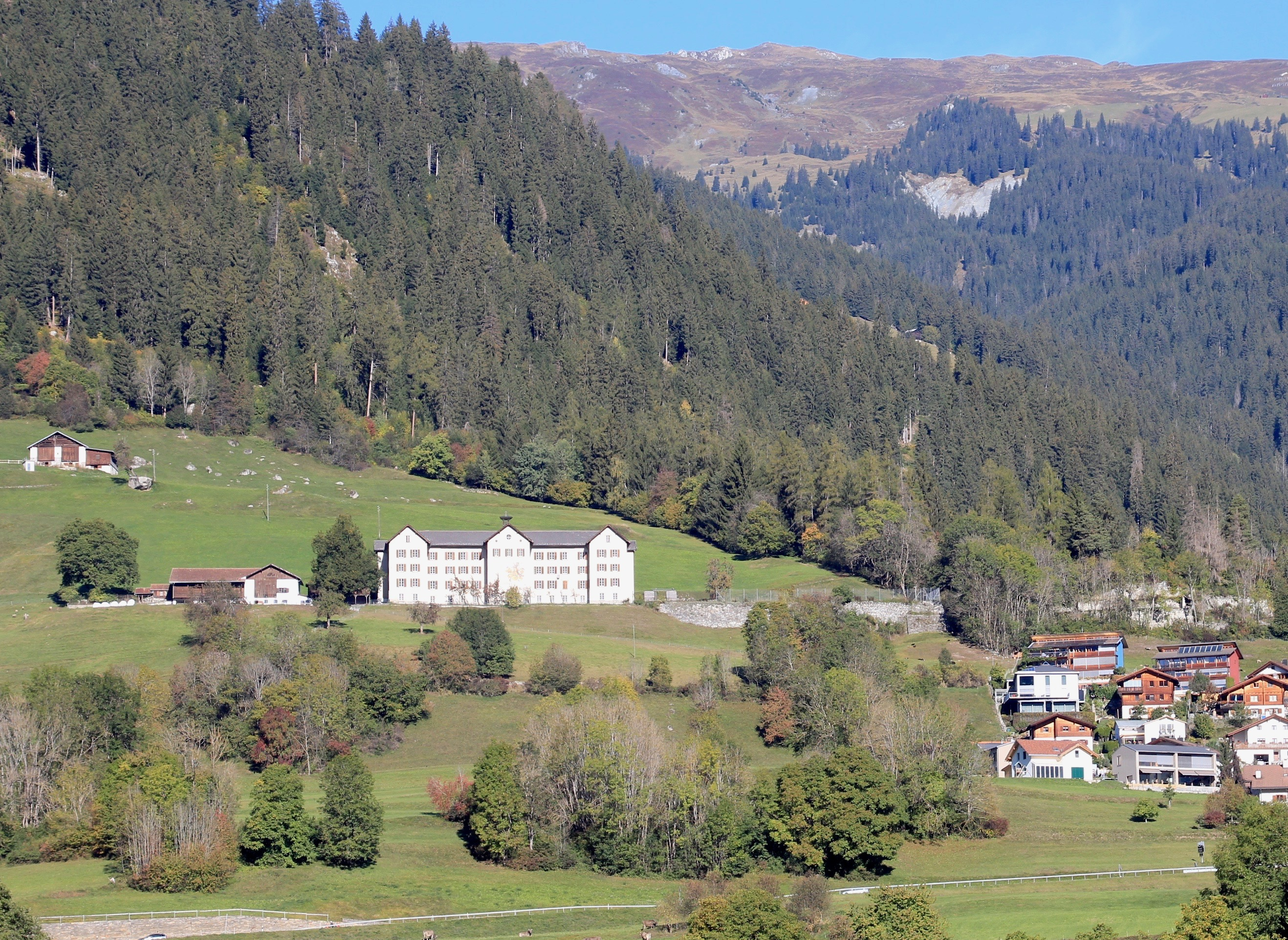
Links der Neubau, rechts im Wald der Hügel mit den Ruinen

Zwischen 1551 und 1594 erlebte Löwenberg zahlreiche Besitzerwechsel; Besitzer waren unter anderen die einflussreichen Notabeln von Capol und von Planta.
Nach einem Brand wurde die Burg 1685 teilweise in barockem Stil umgebaut; dabei wurde der Hauptturm abgetragen. 1832/33 war sie Sitz einer Knabenschule und von 1838 bis 1850 Sitz der Missionare des Kostbaren Blutes.
Am 14. April 1889 brannte sie vollständig nieder. Die seit 1851 in der Burg ansässige bischöfliche Waisenanstalt zog in einen Neubau, der aus ihren Steinen an der Stelle des ursprünglichen Versorgungshofes 150 Meter südwestlich der Burg errichtet wurde. Dabei wurde das Mauerwerk der Ruine praktisch vollständig abgetragen. Die Waisenanstalt wurde 1972 geschlossen.
Von 1988 bis September 2019 war im Neubau ein Durchgangszentrum für Asylbewerber eingerichtet. Nach dessen Schliessung durch das zuständige Amt für Migration erwarb der gemeinnützige Verein Löwenberg – Surselva Impact Lab das Gebäude im Baurecht mit der Zielsetzung, das historische Gebäude zu erhalten. Heute beherbergt das Gebäude nicht nur ein Startup- und Innovationszentrum für die Förderung von Jungunternehmen, sondern auch Studios für 9 Künstler, die MINT Akademie der Surselva für Primarschüler sowie Co-Working Spaces, Tagungsräume und Wohnstudios für die Nutzer.